# Uroleucon mierae
Uroleucon mierae är en insektsart. Uroleucon mierae ingår i släktet Uroleucon och familjen långrörsbladlöss. Inga underarter finns listade i Catalogue of Life.